# Diadumene leucolena
Diadumene leucolena är en havsanemonart som först beskrevs av Addison Emery Verrill 1866.  Diadumene leucolena ingår i släktet Diadumene och familjen Diadumenidae. Inga underarter finns listade i Catalogue of Life.